# 金沢市立湯涌小学校
金沢市立湯涌小学校（かなざわしりつ ゆわくしょうがっこう）は、石川県金沢市湯涌荒屋町にある公立小学校。通称は湯小（ゆしょう）。湯涌保育園、金沢市立芝原中学校を併設する。

## 沿革
- 1875年（明治8年）5月5日 - 羽場小学校として開校[1][2]。
- 1884年（明治17年）7月 - 河内分校を開設[3]。
- 1885年（明治18年）7月 - 下辰巳小学校の分校に移行[1]。
- 1887年（明治20年）
  - 4月 - 本校から独立し、「羽場小学校」に改称[1]。
  - 9月 - 校舎を増築[4]。
- 1892年（明治25年）4月 - 「村立湯涌谷尋常小学校」に改称[1]。河内、上原、七曲の3簡易小学校を統合し、上河内分教場、七曲分教場、上原分教場を開設[5][1]。羽場、下谷、田子島、湯涌、上荒屋を学区とする[1]。
- 1904年（明治37年）4月 - 上原分教場を廃止[1]。
- 1912年（大正元年）12月15日 - 畠尾冬季分教場を開設[5][1]。
- 1921年（大正10年）4月1日 - 高等科を併設し、「湯涌谷尋常高等小学校」に改称[6]。
- 1954年（昭和29年）7月1日 - 金沢市への編入合併により、「金沢市立湯涌小学校」に改称[7]。
- 1958年（昭和33年）
  - 5月 - 北袋小学校、東町小学校、七曲分校を統合。所在地を羽場町イ56番地から湯涌荒屋町イ24番地に変更[8]。
  - 西分校を羽場町イ54番地に開設[8]。
  - 6月 - 横谷分校を横田町ハ27番地に開設[9][8]。
  - 11月 - 栃尾分校を栃尾町ホ137番地に開設[8]。
- 1959年（昭和34年）
  - 1月8日 - 西分校を廃止[8]。
  - 新校舎を落成[10]。
- 1963年（昭和38年）4月30日 - 河内分校を冬季分校に移行[5][11]。
- 1971年（昭和46年）3月31日 - 栃尾分校を廃止[5]。
- 1980年（昭和55年）3月31日 - 菱池分校、横谷分校、畠尾冬季分校を廃止[5]。
- 1982年（昭和57年）1月1日 - 河内分校を廃止[5]。
- 2006年度（平成18年度） - 小規模特認校に指定される[12]。
- 2010年（平成22年） - ユネスコスクールに指定される[13][14]。

## 施設概要
主な施設を掲載。校地面積は10,207平方メートルである。
- 校舎（2,020 m2[15]）
- 体育館（825 m2[15]）
- プール[15]
- 校庭（3,522 m2[15]）

## 学区
市の南東部を学区とする。
- 西市瀬町、下谷町、白見町、上原町、畠尾町、羽場町、湯涌田子島町、湯涌町、湯涌荒屋町、東市瀬町、北袋町、東町、芝原町、上山町、折谷町、栃尾町、古郷町、石黒町、板ケ谷町、湯涌河内町、湯涌曲町、菱池小原町、魚帰町、大菱池町、小菱池町、横谷町

出典：

## アクセス

### バス
- 北鉄バス「芝原」停留所から徒歩で約4分

### 自動車
- 金沢市街地から県道10号経由で約20分

## 周辺
- 湯涌みどりの里
- 金沢湯涌江戸村
- 金沢市湯涌公民館